# Pecynka
Pecynka – osada leśna w Polsce położona w województwie mazowieckim, w powiecie wyszkowskim, w gminie Długosiodło.
Przez osadę przebiega żółty szlak pieszy.

## Historia
Osada była wzmiankowana pod koniec XIX wieku. Należała wtedy do powiatu ostrowskiego, gminy Długosiodło oraz przynależała do parafii w Długosiodle.
W latach 1921–1931 osada leżała w województwie białostockim, w powiecie ostrowskim, w gminie Długosiodło.
Według Powszechnego Spisu Ludności z 1921 roku osadę zamieszkiwały 23 osoby w 3 budynkach mieszkalnych. Miejscowość należała do parafii rzymskokatolickiej w Długosiodle. Podlegała pod Sąd Grodzki w Ostrowi i Okręgowy w Łomży; właściwy urząd pocztowy mieścił się w Długosiodle.
W wyniku agresji III Rzeszy na Polskę we wrześniu 1939 osada znalazła się pod okupacją niemiecką i do wyzwolenia weszła w skład dystryktu warszawskiego Generalnego Gubernatorstwa.
31 sierpnia 1944 przy leśniczówce Pecynka doszło do walnej bitwy żołnierzy III batalionu 13 pułku piechoty Armii Krajowej, dowodzonego przez ppor. Alfreda Wieczorka „Tatara”, który próbował wydostać się z okrążenia. W walce zginęło około 60 partyzantów, a ranni i wzięci do niewoli zostali na miejscu straceni. Jedynie nielicznym udało się wyjść z kordonu. Zwłoki zostały ekshumowane jeszcze we wrześniu 1944 i przeniesione na cmentarz w Ostrowi Mazowieckiej. W ramach akcji odwetowej Niemcy dokonali pacyfikacji wsi Lipniak-Majorat.
Od 1958 żołnierzy upamiętnia w Pecynce pomnik, który został odnowiony w 2020 roku.
W latach 1975–1998 miejscowość należała administracyjnie do województwa ostrołęckiego.